# Willem I van Provence
Willem I van Provence (ca. 956 – Avignon, 993), bijg. de Bevrijder en Vader des Vaderlands, was een zoon van Bosso II van Arles en van Constance van Provence (ca. 925 – ca. 964), dochter van Karel van Vienne en Theutberga van Troyes. Hij volgde zijn vader in 968 op als graaf van Provence maar zijn broer Rotbold voerde de titel ook, dus vermoedelijk hadden ze de verantwoordelijkheden verdeeld.
In 972 werd de abt Mayeul (Sint-Majolus) van Cluny onderweg van Rome naar Cluny, in de Alpen door de Saracenen ontvoerd. Hierover was aan weerszijden van de Alpen grote verontwaardiging en Willem nam het voortouw in de definitieve verdrijving van de Saracenen uit Provence. Een bondgenootschap van edelen uit Provence en de Italiaanse westelijke markgraafschappen bevocht de Saracenen in vijf veldslagen in de Alpen en versloeg ze uiteindelijk definitief in de slag bij Tourtour van 973. Nadat ook het kasteel van Fraxinet was veroverd, moesten de Saracenen zich terugtrekken. Willem heeft zijn bijnamen verworven door zijn belangrijke rol in dit proces. Willem kreeg grote delen van de veroverde gebieden in leen van de koning van Bourgondië, de formele landsheer. Willem herbevolkte de verwoeste streken en gaf op zijn beurt gebieden in leen aan vazallen, waardoor hij de basis legde voor de Provençaalse feodaliteit.
Enkele jaren later voerde Willem de titel van "marchio". Vertaald betekent dat markgraaf maar in het zuiden van Frankrijk van die tijd was het de titel waarmee een hertog werd aangeduid. In 980 werd Willem ook graaf van Arles. Willems bewind was verder vreedzaam: in 979 deed hij een schenking aan de abdij Saint-Victor te Marseille, in 990 een schenking aan de abdij van Cluny en in 992 herstelde hij de rechten van de abdij Saint-Césaire te Arles. Tegen het einde van zijn leven trok hij zich terug en werd monnik. Willem is begraven in het klooster van Sainte-Croix te Sarrians.
Zijn eerste vrouw was Arsinde (ca. 950–983), mogelijk dochter van graaf Arnold II van Comminges.
Willems tweede vrouw (huwelijk 984) was Adelheid van Anjou, dochter van Fulco II van Anjou en gescheiden van Lodewijk V van West-Francië. Willem was vader van:
- mogelijk Odila (976-1032), gehuwd met Miron-Laget van Sisteron en daarna met Laugier van Nice, met wie ze vijf kinderen kreeg
- Willem II
- Constance (986/987–1032), in 1000 gehuwd met Robert II van Frankrijk
- mogelijk Ermengarde, gehuwd met Robert I van Auvergne.

Het is duidelijk dat Odila een dochter van Arsinde moet zijn en dat Constance en Ermengarde dochters van Adelheid zouden moeten zijn. Er is onduidelijkheid over wie de moeder van Willem II was.

## Voorouders
| Voorouders van Willem I van Provence (956-993) | Voorouders van Willem I van Provence (956-993)                  | Voorouders van Willem I van Provence (956-993)                  | Voorouders van Willem I van Provence (956-993)                  | Voorouders van Willem I van Provence (956-993)                  | Voorouders van Willem I van Provence (956-993)                             | Voorouders van Willem I van Provence (956-993)                             | Voorouders van Willem I van Provence (956-993)                             | Voorouders van Willem I van Provence (956-993)                             |
| ---------------------------------------------- | --------------------------------------------------------------- | --------------------------------------------------------------- | --------------------------------------------------------------- | --------------------------------------------------------------- | -------------------------------------------------------------------------- | -------------------------------------------------------------------------- | -------------------------------------------------------------------------- | -------------------------------------------------------------------------- |
| Overgrootouders                                | Boso III van Arles? (885-936) ∞ ? (-)                           | Boso III van Arles? (885-936) ∞ ? (-)                           | ? (-) ∞ 960 ? (-)                                               | ? (-) ∞ 960 ? (-)                                               | Lodewijk de Blinde (881/882-928) ∞ Adelheid (-)                            | Lodewijk de Blinde (881/882-928) ∞ Adelheid (-)                            | Werner van Sens (~875-924) (-) ∞ Theutberga van Arles (~885-948)           | Werner van Sens (~875-924) (-) ∞ Theutberga van Arles (~885-948)           |
| Grootouders                                    | Rotbald I van Provence (910-966) ∞ ? (-)                        | Rotbald I van Provence (910-966) ∞ ? (-)                        | Rotbald I van Provence (910-966) ∞ ? (-)                        | Rotbald I van Provence (910-966) ∞ ? (-)                        | Karel Constantijn van Vienne (910-962) ∞ 960 Theutberga van Troyes (~900-) | Karel Constantijn van Vienne (910-962) ∞ 960 Theutberga van Troyes (~900-) | Karel Constantijn van Vienne (910-962) ∞ 960 Theutberga van Troyes (~900-) | Karel Constantijn van Vienne (910-962) ∞ 960 Theutberga van Troyes (~900-) |
| Ouders                                         | Bosso II van Arles (910-966) ∞ Constance van Vienne (~925-~964) | Bosso II van Arles (910-966) ∞ Constance van Vienne (~925-~964) | Bosso II van Arles (910-966) ∞ Constance van Vienne (~925-~964) | Bosso II van Arles (910-966) ∞ Constance van Vienne (~925-~964) | Bosso II van Arles (910-966) ∞ Constance van Vienne (~925-~964)            | Bosso II van Arles (910-966) ∞ Constance van Vienne (~925-~964)            | Bosso II van Arles (910-966) ∞ Constance van Vienne (~925-~964)            | Bosso II van Arles (910-966) ∞ Constance van Vienne (~925-~964)            |